# Aeria sisenna
Aeria sisenna är en fjärilsart som beskrevs av Gustav Weymer 1899. Aeria sisenna ingår i släktet Aeria och familjen praktfjärilar. Inga underarter finns listade i Catalogue of Life.